# Дархан-Мумінган
41°41′57″ пн. ш. 110°26′00″ сх. д. / 41.69915° пн. ш. 110.43341° сх. д.
Дархан-Мумінган (кит. 达尔罕茂明安联合旗, пін. Dá'ĕrhăn Màomíng'ān Liánhé Qí) — один із повітів КНР у складі префектури Баотоу, Внутрішня Монголія. Адміністративний центр — містечко Батхалга.

## Географія
Дархан-Мумінган лежить на висоті понад 1370 метрів над рівнем моря, займає північну половину префектури на схід від гір Їньшань.

### Клімат
Хошун знаходиться у зоні, котра характеризується кліматом помірних степів. Найтепліший місяць — липень із середньою температурою 21,7 °C. Найхолодніший місяць — січень, із середньою температурою -14,2 °С.
| Клімат хошуну Дархан-Мумінган | Клімат хошуну Дархан-Мумінган | Клімат хошуну Дархан-Мумінган | Клімат хошуну Дархан-Мумінган | Клімат хошуну Дархан-Мумінган | Клімат хошуну Дархан-Мумінган | Клімат хошуну Дархан-Мумінган | Клімат хошуну Дархан-Мумінган | Клімат хошуну Дархан-Мумінган | Клімат хошуну Дархан-Мумінган | Клімат хошуну Дархан-Мумінган | Клімат хошуну Дархан-Мумінган | Клімат хошуну Дархан-Мумінган | Клімат хошуну Дархан-Мумінган |
| Показник                      | Січ.                          | Лют.                          | Бер.                          | Квіт.                         | Трав.                         | Черв.                         | Лип.                          | Серп.                         | Вер.                          | Жовт.                         | Лист.                         | Груд.                         | Рік                           |
| Середній максимум, °C         | −6,3                          | −1,9                          | 5                             | 14,1                          | 21,1                          | 26,1                          | 28,2                          | 25,8                          | 20,6                          | 12,8                          | 2,9                           | −4,5                          | 12                            |
| Середня температура, °C       | −14,2                         | −10,1                         | −2,6                          | 6,5                           | 14                            | 19,4                          | 21,7                          | 19,3                          | 13,4                          | 5,2                           | −4,5                          | −11,7                         | 4,7                           |
| Середній мінімум, °C          | −20,3                         | −16,5                         | −9,1                          | −0,6                          | 6,5                           | 12,3                          | 15,4                          | 13,4                          | 7,1                           | −0,7                          | −9,9                          | −17,2                         | −1,6                          |
| Норма опадів, мм              | 1.8                           | 3.3                           | 6                             | 6.6                           | 22.1                          | 33.8                          | 63.2                          | 66.2                          | 30.3                          | 12.3                          | 3.7                           | 2.5                           | 251.8                         |
| Вологість повітря, %          | 59                            | 51                            | 41                            | 32                            | 34                            | 41                            | 51                            | 57                            | 52                            | 49                            | 53                            | 58                            | 48.2                          |
| ----------------------------- | ----------------------------- | ----------------------------- | ----------------------------- | ----------------------------- | ----------------------------- | ----------------------------- | ----------------------------- | ----------------------------- | ----------------------------- | ----------------------------- | ----------------------------- | ----------------------------- | ----------------------------- |
| Джерело: data.cma.cn          |                               |                               |                               |                               |                               |                               |                               |                               |                               |                               |                               |                               |                               |